# Procytettix thalassanax
Procytettix thalassanax är en insektsart som beskrevs av Günther, K. 1939. Procytettix thalassanax ingår i släktet Procytettix och familjen torngräshoppor. IUCN kategoriserar arten globalt som starkt hotad. Inga underarter finns listade i Catalogue of Life.